# Лапу-Лапу
Лапу-Лапу (таг. Lapu-Lapu, 1491—1542) — мусульманский вождь острова Мактан (Висайские острова, Филиппины), известный как первый филиппинский борец с испанскими колонизаторами, национальный филиппинский герой, убивший мореплавателя Магеллана. 

## Битва за Мактан
Испанская экспедиция под командованием португальского мореплавателя Магеллана, открыв 16 марта 1521 года Филиппинский архипелаг, заключила вассальный договор с верховным вождём острова Себу раджой Хумабоном, убедив его обратиться в христианство. Вожди окружающих племён должны были платить дань королю Испании Карлу I. А пока раджа Хумабон, чтобы угодить Магеллану, отдал приказ всем своим вассалам помогать испанским кораблям продовольствием и обратиться в христианство.
Большинство вождей подчинились этому приказу, но дату (вождь) Лапу-Лапу, один из двух правителей острова Мактан, решительно воспротивился иноземцам и отказался признавать верховную власть Хумабона.
Чтобы продемонстрировать силу испанского оружия и подавить неповиновение, Магеллан предложил высадиться на Мактане и силой принудить мактанцев к подчинению. 27 апреля 1521 года вооружённые и одетые в доспехи испанцы высадились на Мактане. Они сожгли несколько домов в прибрежной деревне Булайя, но это лишь разъярило защитников острова. Лапу-Лапу, не сумев собрать численно превосходящее войско, атаковал Магеллана. В схватке Фернан Магеллан получил несколько ран и в бою был убит вождём Лапу-Лапу.

## Память
Хотя на момент сражения Филиппины не представляли собой единого национального государства, в настоящее время Лапу-Лапу почитается в стране как «филиппинский национальный герой» и «герой ислама», который первый дал отпор европейским колонизаторам. В честь Лапу-Лапу названы различные географические объекты и места на территории Филиппин, включая названный в его честь город. На месте сражения и гибели Магеллана построен храм, где установлена статуя Лапу-Лапу (10°18′41″ с. ш. 124°00′55″ в. д.). Рядом с ней находится полуразрушенный обелиск, воздвигнутый испанскими колониальными властями в честь Магеллана. В настоящее время он в сильно повреждённом состоянии после американской оккупации Филиппин.
В видеоигре Mobile Legends: Bang Bang есть персонаж Лапу-Лапу[значимость факта?].
В книге Д. Ат-Турбани «100 Великих людей ислама» есть статья о Лапу-Лапу[значимость факта?].